# Lapoutroie
Lapoutroie je občina v departmaju Haut-Rhin francoske regije Alzacija.
Leta 2011 je v občini živelo 1.957 oseb oz. 93 oseb/km².